# Das schwarze Museum
Das schwarze Museum (Originaltitel: Horrors of the Black Museum) ist ein britischer Horrorfilm aus dem Jahre 1959 von Arthur Crabtree mit Michael Gough in der Hauptrolle.

## Handlung
Die Geschichte spielt im London der ausgehenden 1950er Jahre. Eine Frau bekommt ein Paket zugestellt, packt es aus und rätselt im Beisein ihrer Freundin, wer wohl der heimliche Verehrer sei, der ihr ein Fernrohr schenkt. Sie geht ans Fenster und will es ausprobieren, vielleicht weil sie glaubt, dass auf der gegenüberliegenden Seite der Verehrer wohnt, doch dann hört die Freundin einen spitzen Schrei. Die Beschenkte ist blutüberströmt zusammengesackt: zwei aus den Gläsern herausschnellende Stahldornen haben ihr tief in die Augen gestochen und sie getötet. Im Büro des ermittelnden Polizeikommissars Superintendent Graham macht die Freundin Peggy ihre Aussage. Kurz nachdem sie den Raum verlassen hat, taucht der Sensationsschriftsteller Edmond Bancroft auf. Er hat von dem skurrilen Mordanschlag gehört und ist fasziniert von dem Anschlagsinstrument, das er auch sofort in Augenschein nimmt. Graham ist alles andere als erbaut über Bancrofts Anwesenheit, scheint dieser doch hier mittlerweile Stammgast zu sein, denn es handelt sich bereits um den dritten Mord in nur zwei Wochen, und stets fielen unverheiratete, junge Frauen dem Mörder zum Opfer. Bancroft fragt Graham, ob das neueste Mordinstrument Ähnlichkeit mit ähnlichen Artefakten habe, die in dem für die Öffentlichkeit nicht zugänglichen „Schwarzen Museum“ der Londoner Polizei aufbewahrt werden. Da keine unautorisierte Person Zugang zu diesem mysteriösen Museum habe, mutmaßt Bancroft, dass der Täter vielleicht ein sich ungerecht behandelt fühlender Mann aus dem Polizeiapparat sein könne. Graham ist genervt von dessen Besuch und wirft Bancroft vor, mit seinen Zeitungsartikeln und Buchveröffentlichungen lediglich Panik zu verbreiten und die Sensationsgier der Masse befriedigen zu wollen. 
Während die Polizei auf der Stelle tritt, besucht Bancroft seinen Hausarzt Dr. Ballan, der ihm versichert, dass ihn die ganze Aufregung um geheimnisvolle Morde gesundheitlich nicht gut tue. Bancroft wiederum versichert dem Arzt, dass er nach jeder Schreckenstat sich all seine Anspannung jedes Mal von der Seele schreiben würde. Was niemand außer seinem Adlatus Rick weiß: Bancroft hat sein eigenes „schwarzes Museum“, seine eigene Gruselkammer mit angeschlossenen Elektronikapparaten in den Kellerräumen seines Landhauses. Hier werden alle möglichen Folterinstrumente und Waffen aufbewahrt. Ganz offensichtlich steht Bancrofts Fokussierung auf Tötungsinstrumente in Zusammenhang mit der Mordserie. Während Bancrofts Arzt die nervliche Anspannung seines Patienten analysiert, streitet sich der Autor mit seiner weizenblonden Freundin Joan, die immer mehr Geld von ihrem Lover verlangt. Als er ihr dies verweigert, beginnt sie über Bancroft herzuziehen und über seine Gehbehinderung zu lästern, nennt ihn sogar einen „Krüppel“. Als sie Bancroft auch noch verrät, dass er in ihren Armen darüber schwadroniert habe, dass er den Mörder der Frauen kennen würde, beginnt Bancroft zu erkennen, wie gefährlich diese gekaufte Frau für ihn werden kann. Als Joan von einem vergnüglichen Abend in einer Bar in ihre Wohnung zurückkehrt, erwartet sie dort bereits ihr Mörder. Sie legt sich zum Schlafen in ihr Bett und sieht über sich ein Fallbeil schweben, das eine Sekunde später heruntersaust und ihren Kopf vom Rumpf trennt. Der Mörder rennt an mehreren Hausbewohnern vorbei, die allesamt falsche Täterbeschreibungen abgeben. Der Täter mit dem roten Oberteil wirkt im Gesicht gehetzt, aufgedunsen und gequält: Es ist niemand anderer als Bancrofts vorübergehend entstellter Assistent Rick.
Die Polizei kommt in der Verbrechensserie nicht weiter, da ist es ihr sehr recht, dass ein kleiner Spinner namens Tom Rivers, der bereits im Gefängnis einsitzt, behauptet, er habe all die betreffenden Frauen umgebracht. Vielleicht, so hofft Superintendent Graham, lässt sich der wahre Täter so aus der Reserve locken. Rick, nunmehr wieder gesichtsentspannt und normal aussehend, trifft sich während Bancrofts Abwesenheit heimlich mit seiner Freundin Angela, die nicht versteht, weshalb er Bancroft gegenüber so ein Geheimnis um beider Beziehung macht. Auch ist sie wenig erfreut darüber, dass Rick sich immer mehr vom Willen seines Arbeitgebers abhängig macht und sich nicht mehr von ihm lösen kann, wie er ihr bedrückt gesteht. Als Bancroft mal wieder die Trödelhändlerin Aggy besucht, um sich nach einem neuen, mörderischen Sammlungsstück für sein schwarzes Museum umzusehen, verlangt sie die gewaltige Summe von 1200 Pfund für eine simple Eiszange. Als Bancroft völlig verwundert nachfragt, ob er sich verhört habe, sagt die Alte ihm auf den Kopf zu, sie wisse, dass er hinter der Mordserie stecke. Sie habe ihr Markenzeichen am in der Zeitung abgelichteten Fernglas wiedererkannt. Bancroft will sich keinesfalls erpressen lassen, und eine Mitwisserin kann er noch weniger brauchen. Daher rammt er ihr die Eiszange kurzerhand in den Hals. Nach diesem letzten Mord taucht nun plötzlich Dr. Ballan in seinem schwarzen Museum auf und sagt seinem Patienten auf den Kopf zu, dass er sicher sei, dass er, Bancroft, der Spiritus rector hinter diesen Verbrechen sei. Jedes Mal sei Bancroft kurz nach dem Mord in einen Schockzustand gefallen und habe dies als Antriebsfeder für seine Schauergeschichten in den Zeitungen benutzt. Ballan fordert Bancroft auf, ihn sofort zur Polizei zu begleiten. Dies hätte er lieber nicht verlangen sollen, denn Bancroft delegiert seinen Hausarzt zu seiner elektronische Anlage. Als Ballan zwischen zwei Stromkreisen steht, dreht Bancroft einen Schalter auf volle Spannung hinauf, und der Arzt wird durch einen gewaltigen Stromschlag zum Tode befördert. Anschließend muss Assistent Rick die Leiche an einer Eisenkette in ein praktischerweise gleich nebenan vorhandenes Säurebad hinablassen, um wenig später das blankgeputzte Gerippe wieder herauszuziehen.
Bancroft geht zu einer Signierstunde seines neuen Buches. Als er in sein schwarzes Museum zurückkehrt, glaubt er seinen Augen nicht zu trauen. Rick hat seine Freundin Angela mitgebracht, und beide machen miteinander herum. Bancroft kann nur mühsam die Fassung bewahren und bittet Angela, oben im Wohnbereich auf ihn und Rick zu warten. Kaum ist sie verschwunden, faltet Bancroft seinen Assistenten regelrecht zusammen. Der versichert zwar, dass Angela nichts über das schwarze Museum ausposaunen würde, aber Bancroft meint, dass früher oder später alle Frauen zu tratschen begännen. Nach dieser Strafpredigt gibt sich Rick reumütig und lässt sich von Bancroft eine Spritze in den Arm verabreichen. Nun steht er wieder einmal ganz unter dem Einfluss seines Herrn und Meisters, wie jedes Mal, wenn er einen neuen Mordauftrag erhielt. Wie beabsichtigt, solle Rick mit seiner Freundin auf den Rummelplatz gehen. Aus Ricks Dr.-Jekyll-Wesen soll durch das gespritzte Serum ein weiteres Mal die dunkle Seite in Ricks Naturell, der Mr. Hyde, zu Tage gefördert werden. Rick spürt auf dem Jahrmarkt bereits eine erste Veränderung, doch Angela will ihn nicht einfach so gehen lassen. Beide fahren mit einem Bötchen in den dunklen „Tunnel der Liebe“, einen idealen Platz für Liebende. Als sie wieder herauskommen, hat sich Ricks Gesicht zu einer Fratze entstellt. Angela schreit kurz auf, dann sticht Rick ihr ein Stilett tief ins Herz. Von mehreren Bobbys verfolgt, klettert der Flüchtige auf ein Riesenrad. Zu diesem Zeitpunkt befindet sich Bancroft gerade bei Superintendent Graham. Als dieser über den Zwischenfall auf dem Rummel telefonisch informiert wird, rast er mit Bancroft im Polizeiauto dorthin. Rick erkennt von oben Bancroft und ruft nach ihm: „Mr. Bancroft, ich habe getan, was sie mir gesagt haben!“ Bancroft ist außer sich und ruft in Panik den Polizisten zu: „Erschießt ihn, schießt ihn herunter, tötet ihn!“ Die Polizisten legen an und schießen, während Rick mit seinem Stilett aus luftiger Höhe nach unten springt, dabei Bancroft niederreißt und ihm seinen langen Dolch ins Herz rammt. Beide Männer sind tot.

## Produktionsnotizen
Das schwarze Museum entstand im Herbst 1958 und wurde im April 1959 in England uraufgeführt.
Hauptdarsteller Gough spielte hier eine der wenigen Hauptrollen seiner Leinwandkarriere.
Der Film kostete Schätzungen zufolge 164.000 US-Dollar und soll über eine Million $ eingespielt haben. Der große wirtschaftliche Erfolg führte dazu, dass in den kommenden zwölf Monaten zwei weitere Stoffe dieser Art – diese kleine Reihe „schmutziger“, sadistischer Horrorstreifen wurden später “Sadian Trilogy” genannt – hergestellt wurden. Es folgten Augen der Angst, der mittlerweile Kultstatus besitzt, und Der rote Schatten. Beide Filme wurden 1959 gedreht und kamen 1960 in die Kinos.

## Kritiken
„Circus of Horrors hat, gemeinsam mit Horrors of the Black Museum und Peeping Tom, einen neuen, eindeutigeren Standard im Horror Genre begründet, dank der Etablierung eines hohen Grades an Eleganz; und das gilt erstaunlicherweise noch immer nach fast vierzig Jahren.“

„Blutrünstige Gruselkost in Farbe und Machart. Diesmal hat man einen irren Frauenmörder nebst "Lehrling" auf die Breitwand bemüht. Es ist der schöne Ehrgeiz dieses Duos, ihre Opfer auf möglichst originelle Weise umzubringen. Dank einer schläfrigen Polizei und eines bestialischen Waffenarsenals, des schwarzen Museums, können die beiden dieser Leidenschaft fast ununterbrochen nachgehen, von einigen Verschnaufpausen abgesehen. Für zimperliche Naturen ist das nichts, denn auf Nerven und guten Geschmack wird nicht viel Rücksicht genommen.“

In Filme 1959/61 ist folgendes zu lesen: „Der Film schildert seine Verbrechen nicht ohne Wohlgefallen mit scheußlichen Einzelheiten nach Art geschmackloser Gruselproduktionen.“

„Grausige Sequenzen sind das Highlight dieses Schockers.“

„Roher Schocker.“

Im Lexikon des Internationalen Films heißt es: „Technisch aufwendige Horrorfilm-Produktion mit einigen Geschmacklosigkeiten.“